# Phenolsäuren

p-Hydroxybenzoesäuren

p-Hydroxyzimtsäuren

Phenolsäuren (Phenolcarbonsäuren) sind aromatische chemische Verbindungen, wichtige Gruppen sind die Hydroxybenzoesäuren und Hydroxyzimtsäuren. Damit sind sie Phenole und aufgrund ihrer Carboxygruppe auch Carbonsäuren.

## Beispiele
Zur Gruppe der Hydroxybenzoesäuren gehören zum Beispiel die Gallussäure (R1 = OH, R2 = OH) und die Vanillinsäure (R1 = OCH3, R2 = H).
Als hydrierte Gallussäure, d. h. nicht Phenol lässt sich die Shikimisäure (R1 = OH, R2 = OH), die bei der Biosynthese der aromatischen Aminosäuren Zwischenstufe ist, einordnen. Neben diesen para-Hydroxybenzoesäuren gibt es als ortho-Hydroxybenzoesäure z. B. die Salicylsäure.
Zur Gruppe der Hydroxyzimtsäuren gehören zum Beispiel die Ferulasäure (R1 = H, R2 = OCH3) und die Kaffeesäure (R1 = H, R2 = OH).